# Square Saint-Louis
Le square Saint-Louis (carré Saint-Louis) est situé dans l'arrondissement du Plateau-Mont-Royal à Montréal (Québec).

## Situation et accès
Ce parc est situé entre la rue Sherbrooke et l'avenue des Pins et délimité à l'est et à l'ouest par la  rue Saint-Denis et l'avenue Laval. La section piétonnière de la rue Prince-Arthur y débouche à l'ouest et rejoint le boulevard Saint-Laurent. Le square est souvent appelé le carré Saint-Louis.

## Origine du nom
Le square a peut-être été nommé du nom de deux importants entrepreneurs du quartier, les frères Emmanuel et Jean-Baptiste Saint-Louis. Il se peut aussi que le toponyme actuel provienne du quartier où le square est situé et qui tire son nom du faubourg, qui tient le sien du coteau Saint-Louis (citadelle) dans la vieille ville.

## Historique

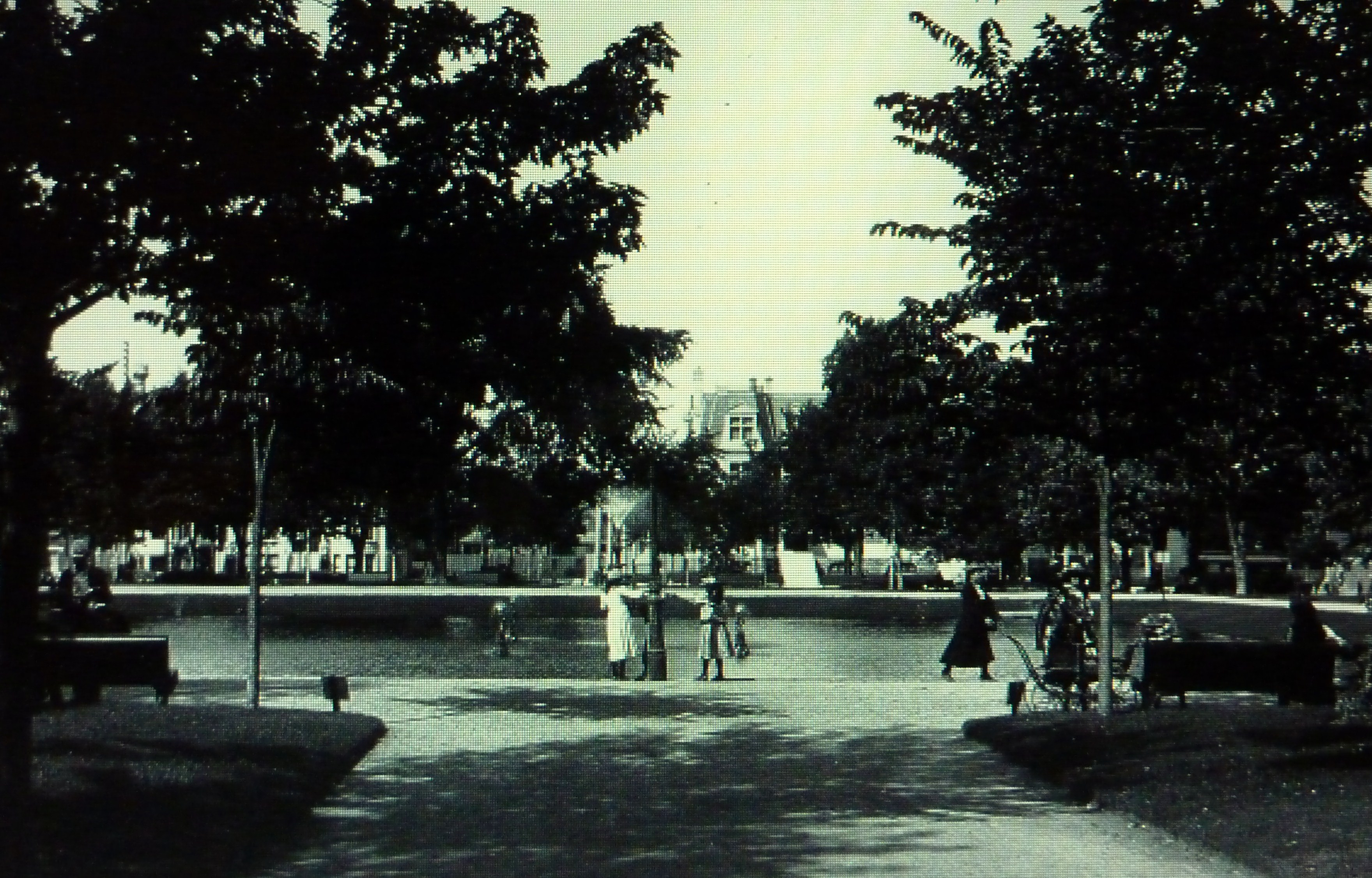
Le square vers 1895

Le 2 septembre 1848, la Ville de Montréal acquiert le terrain et y aménage un réservoir d'eau pour son système d'aqueduc. Il est nommé d'abord « square Saint-Jean-Baptiste » lors de son inauguration en juin 1851.
Devenu désuet par suite de la construction du réservoir McTavish en 1856, il est utilisé jusqu'en 1879 pour devenir l'année suivante un parc public. On démolit le réservoir pour construire un vaste bassin et une fontaine avec des promenades tout autour.

## Présentation

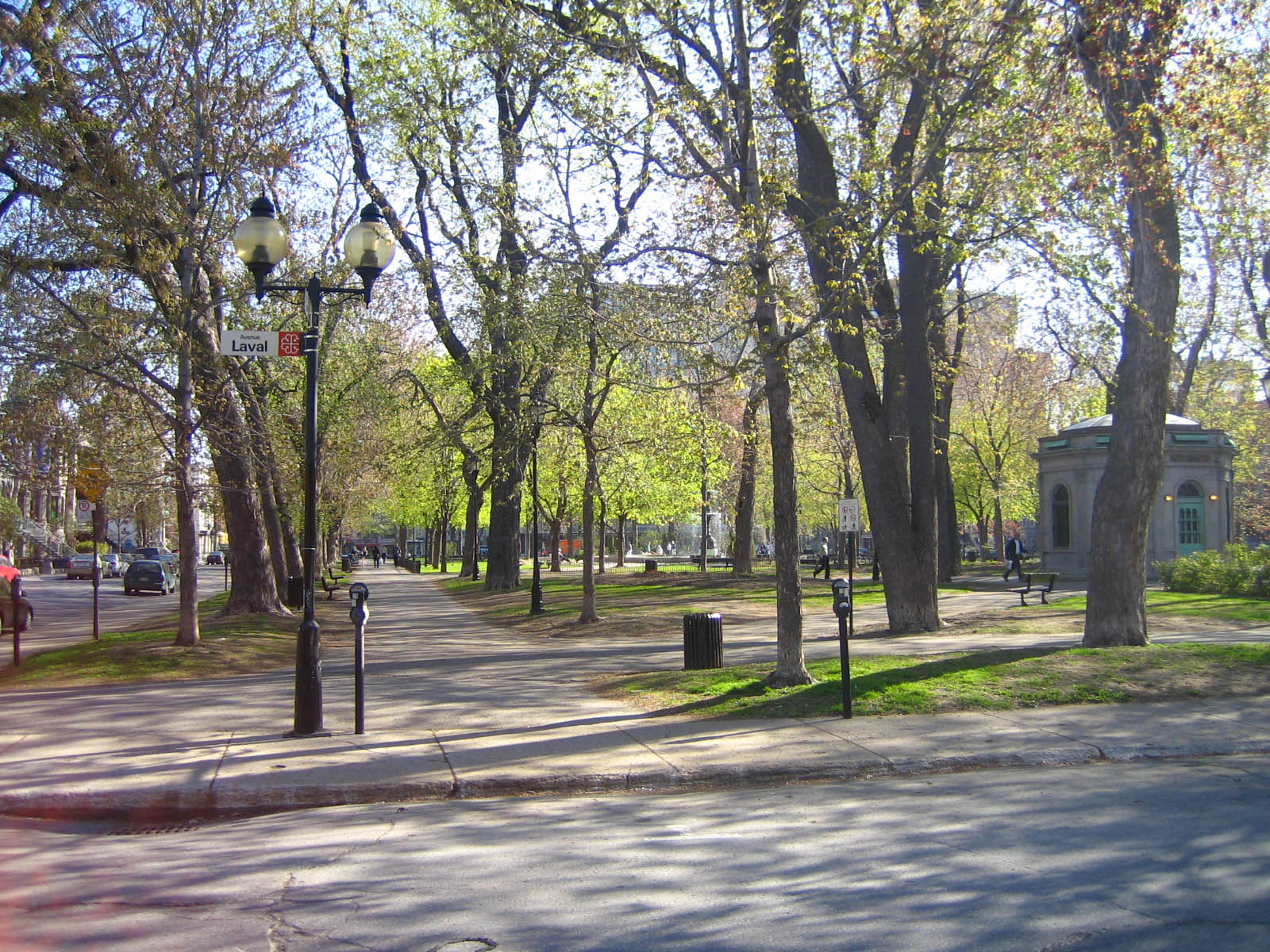
Vue depuis l'avenue Laval sur le square Saint-Louis ; à droite de la photo, ancienne vespasienne qui se situe vers le centre du parc et qui est exploité commercialement l'été

Aujourd'hui, les alentours ainsi que les rues environnantes du square Saint-Louis ont gardé leurs charmes architecturaux de l'époque victorienne. De nombreux touristes viennent visiter ces lieux aux maisons colorées situées sur la rue du Square-Saint-Louis. Non loin de là, sur l'avenue Laval, de nombreuses maisons d'architecture victorienne ont pignons sur le square.
À l'époque, l'élite de la bourgeoisie de la société canadienne-française y résidait.
Le square Saint-Louis est un des grands squares victoriens de Montréal. On observe dans son environnement des maisons et logements ouvriers de la première période de développement, des maisons bourgeoises et d’importants bâtiments institutionnels.
À la suite de la démolition de l'école protestante d'Aberdeen sur la rue Saint-Denis, la construction en 1976 de l'Institut de tourisme et d'hôtellerie du Québec est condamné, et reçoit le premier prix Citron de la Société d'architecture de Montréal, devenue par la suite Héritage Montréal, pour sa pire conception,. Le bâtiment subit une rénovation primée en 2004 par les architectes Lapointe Magne et Ædifica,.
L’histoire du square Saint-Louis est enrichie par de nombreux artistes québécois, souvent écrivains, qui ont résidé en bordure du square Saint-Louis : Michel Tremblay, Émile Nelligan, Pauline Julien et Gérald Godin, Gaston Miron, Gilles Carle, et Francis Mankiewicz. Plus récemment le lieu de la célèbre image de Dany Laferrière pour la couverture de son livre Comment faire l’amour avec un nègre sans se fatiguer y a été prise. D'ailleurs, plusieurs scènes de ses romans s'y déroulent. À noter que le cinéaste Claude Jutra y vécut également dans une maison devenue aujourd'hui le siège de l'Union des écrivains du Québec. En 2005, un buste en la mémoire du poète Émile Nelligan a été inauguré.
Le square Saint-Louis est une richesse patrimoniale et architecturale des plus importantes à Montréal.

## Bâtiments remarquables et lieux de mémoire

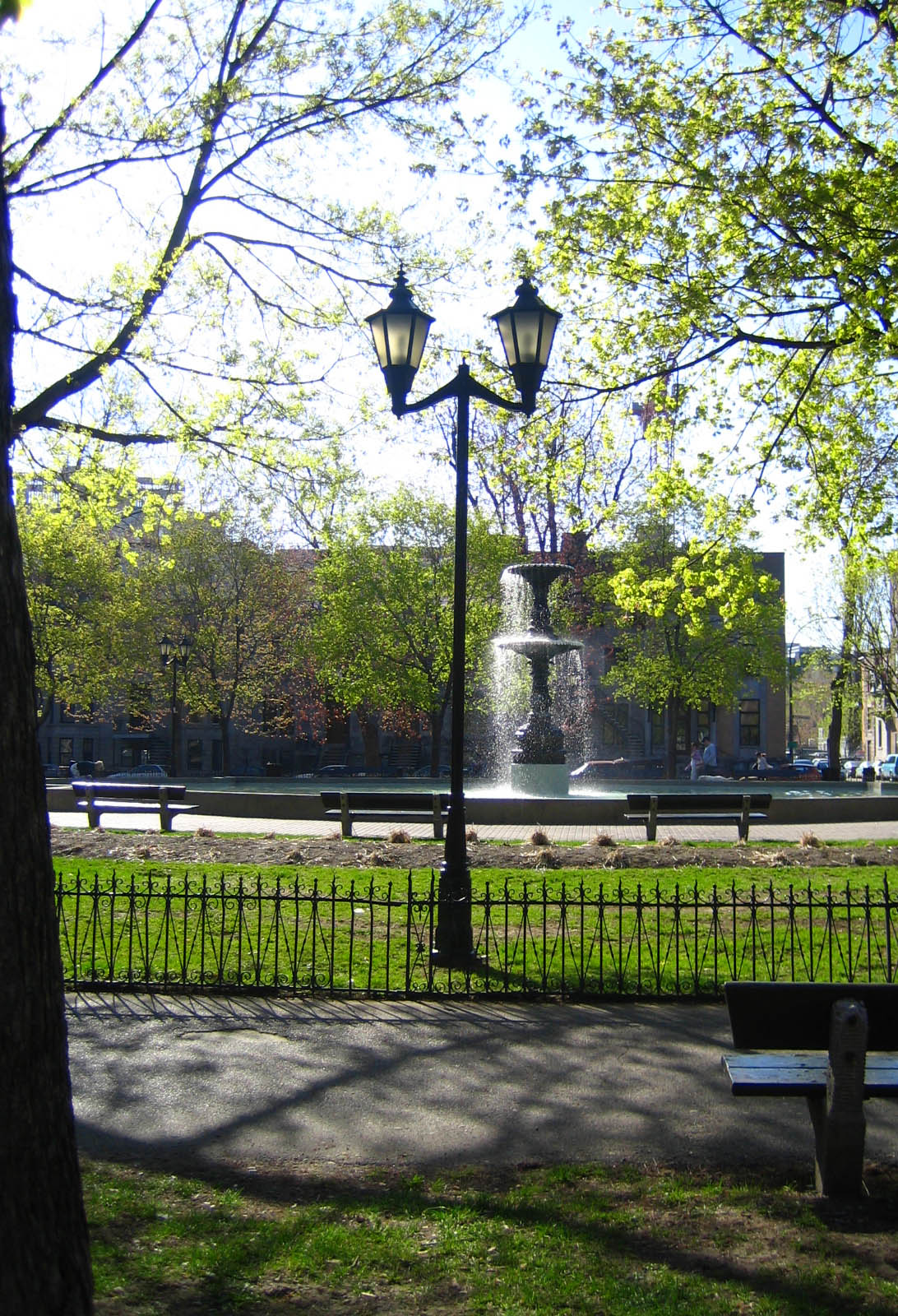
Fontaine au square Saint-Louis
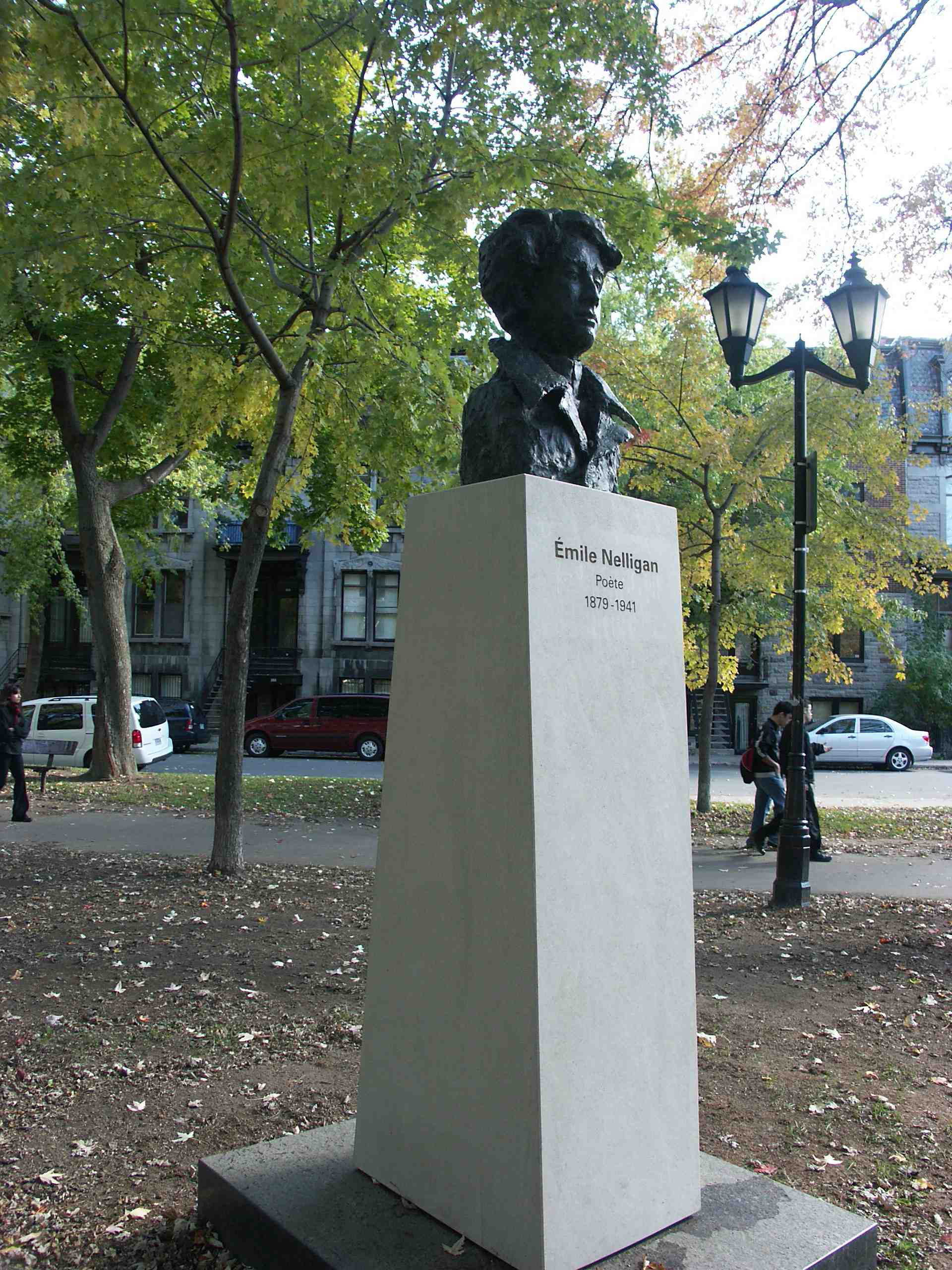
Buste d'Émile Nelligan
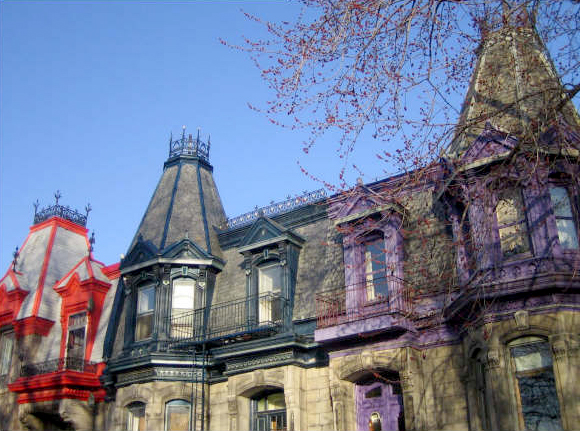
Maisons victoriennes devant le square Saint-Louis